# Julie Leth
Julie Norman Leth (nata Julie Leth; Aarhus, 13 luglio 1992) è un'ex ciclista su strada ed ex pistard danese, specialista dell'americana su pista, in coppia con Amalie Dideriksen ha vinto due titoli europei (2018, 2019), un titolo mondiale e l'argento di specialità ai Giochi olimpici di Tokyo 2020. Nel 2024 si è anche laureata campionessa del mondo nella corsa a punti.

## Palmarès

### Strada
- 2010 (Juniores)

Campionati danesi, Prova a cronometro Junior
- 2011 (Team Specialized-DPD Pakket Service, una vittoria)

Campionati danesi, Prova in linea Elite
- 2014 (Hitec Products, una vittoria)

Campionati danesi, Prova a cronometro Elite
- 2019 (Bigla, una vittoria)

Grand Prix Cham-Hagendorn

### Pista
- 2007 (Juniores)

Campionati danesi, Inseguimento individuale Junior
- 2008 (Juniores)

Campionati danesi, Scratch
- 2009 (Juniores)

Campionati danesi, Scratch
Campionati danesi, Velocità
Campionati danesi, Inseguimento individuale Junior
- 2010 (Juniores)

Campionati danesi, Corsa a punti
Campionati danesi, Inseguimento individuale
Campionati danesi, Scratch
Campionati danesi, Inseguimento individuale Junior
- 2013

Grand Prix Ballerup, Corsa a punti
- 2015

Austral, Americana (con Annette Edmondson)
- 2017

Campionati danesi, Corsa a punti
- 2018

Trois jours d'Aigle, Americana (con Amalie Dideriksen)
Campionati europei, Americana (con Amalie Dideriksen)
1ª prova Coppa del mondo 2018-2019, Americana (Saint-Quentin-en-Yvelines, con Amalie Dideriksen)
Campionati danesi, Omnium
- 2019

Dublin International, Americana (con Amalie Dideriksen)
Grand Prix Mesta Prešov, Americana (con Amalie Dideriksen)
Grand Prix Prostějov, Americana (con Amalie Dideriksen)
Campionati europei, Americana (con Amalie Dideriksen)
Campionati danesi, Omnium
3ª prova Coppa del mondo 2019-2020, Americana (Hong Kong, con Trine Schmidt)
- 2020

Campionati danesi, Omnium
Campionati danesi, Velocità
- 2023

Coppa delle Nazioni (Jakarta), Americana (con Amalie Dideriksen)
- 2024

Campionati danesi, Corsa a punti
Campionati del mondo, Americana (con Amalie Dideriksen)
Campionati del mondo, Corsa a punti

## Piazzamenti

### Grandi Giri
- Giro d'Italia

2013: 91ª
2014: 93ª
2017: 101ª
2022: ritirata (9ª tappa)
- Tour de France

2022: 81ª

### Competizioni mondiali
- Campionati del mondo su strada

Mosca 2009 - Cronometro Juniores: 17ª
Mosca 2009 - In linea Juniores: 30ª
Copenaghen 2011 - In linea Elite: 66ª
Toscana 2013 - Cronosquadre: 13ª
Toscana 2013 - In linea Elite: ritirata
Ponferrada 2014 - Cronosquadre: 9ª
Ponferrada 2014 - Cronometro Elite: 21ª
Ponferrada 2014 - In linea Elite: 39ª
Doha 2016 - Cronosquadre: 6ª
Doha 2016 - Cronometro Elite: 17ª
Doha 2016 - In linea Elite: 47ª
Bergen 2017 - In linea Elite: ritirata
Yorkshire 2019 - Staffetta mista: 8ª
Yorkshire 2019 - In linea Elite: 61ª
Imola 2020 - In linea Elite: 93ª
Fiandre 2021 - Staffetta mista: 6ª
Fiandre 2021 - In linea Elite: 79ª
Wollongong 2022 - Cronometro Elite: 15ª
Wollongong 2022 - Staffetta mista: 6ª
Wollongong 2022 - In linea Elite: 77ª
- Campionati del mondo su pista

Ballerup 2010 - Scratch: 9ª
Ballerup 2010 - Corsa a punti: 19ª
Cali 2014 - Corsa a punti: 9ª
Pruszków 2019 - Americana: 3ª
Berlino 2020 - Americana: 5ª
Roubaix 2021 - Americana: 5ª
Saint-Quentin-en-Yvelines 2022 - Corsa a punti: 2ª
Saint-Quentin-en-Yvelines 2022 - Americana: 3ª
Ballerup 2024 - Americana: vincitrice
Ballerup 2024 - Corsa a punti: vincitrice
- Giochi olimpici

Tokyo 2020 - Americana: 2ª
Parigi 2024 - Americana: 6ª

### Competizioni europee
- Campionati europei su strada

Olomouc 2013 - In linea Under-23: 22ª
Plumelec 2016 - Cronometro Elite: 33ª
Herning 2017 - Cronometro Elite: 10ª
Herning 2017 - In linea Elite: 38ª
Plouay 2020 - In linea Elite: 36ª
Monaco di Baviera 2022 - In linea Elite: 39ª
- Campionati europei su pista

Apeldoorn 2011 - Omnium: 12ª
Apeldoorn 2013 - Corsa a punti: 4ª
Glasgow 2018 - Inseguimento individuale: 10ª
Glasgow 2018 - Americana: vincitrice
Apeldoorn 2019 - Americana: vincitrice
Grenchen 2021 - Americana: 2ª
Monaco di Baviera 2022 - Corsa a punti: 4ª
Monaco di Baviera 2022 - Americana: 3ª
Grenchen 2023 - Americana: 5ª